# Labidocercus granulosus
Labidocercus granulosus är en insektsart som först beskrevs av Brunner von Wattenwyl 1895.  Labidocercus granulosus ingår i släktet Labidocercus och familjen vårtbitare. Inga underarter finns listade i Catalogue of Life.